# British Empire and Commonwealth Games 1966
De achtste British Empire and Commonwealth Games, een evenement dat tegenwoordig onder de naam Gemenebestspelen bekend is, werden gehouden van 4 tot en met 13 augustus 1966, in Kingston, Jamaica. Het was voor het eerst dat de spelen werden georganiseerd in een land dat buiten het blanke gedeelte van het Gemenebest van Naties viel.
Er namen 34 teams deel aan deze editie, één minder dan in 1962. Het enige debuterende team was Antigua. Twee debutanten op de vorige spelen namen nu deel in een groter verband. Aden was ondertussen opgegaan in de Zuid-Arabische Federatie, Tanganyika was opgegaan in Tanzania. De deelnemers Malaya, Noord-Borneo (Sabah) en Sarawak namen nu gezamenlijk deel onder de vlag van Maleisië. Guyana nam voor het eerst als onafhankelijke natie deel. Van alle eerdere deelgenomen landen ontbraken Dominica, Hongkong, Malta en Saint Lucia op deze editie. Ook de landen van de inmiddels opgeheven Federatie van Rhodesië en Nyasaland, in 1962 nog deelnemer, namen niet deel.
Net als op de spelen van 1950-1962 werden er negen sporten beoefend. Voor het eerst stonden badminton en de schietsport op het programma. De sporten bowls en roeien werden deze editie niet georganiseerd.

## Deelnemende teams

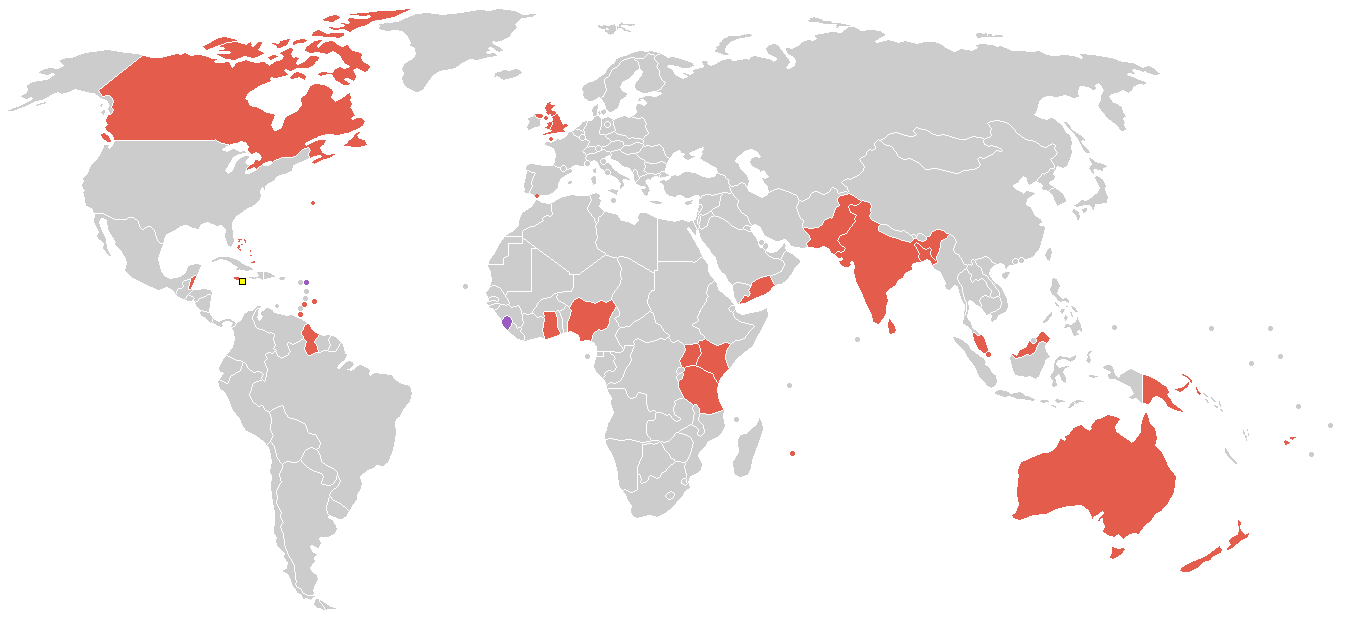
Deelnemende teams

## Sporten
| Sport                            | Onderdelen | Onderdelen | Onderdelen | Onderdelen |
| Sport                            | Tot.       | M          | V          | Mix        |
| -------------------------------- | ---------- | ---------- | ---------- | ---------- |
| Atletiek                         | 33         | 23         | 11         |            |
| Badminton                        | 5          | 2          | 2          | 1          |
| Boksen                           | 10         | 10         | 0          |            |
| Gewichtheffen                    | 7          | 7          | 0          |            |
| Schermen                         | 8          | 6          | 2          |            |
| Schietsport                      | 5          | 5          | 0          |            |
| Wielersport                      | 5          | 5          | 0          |            |
| Worstelen                        | 8          | 8          | 0          |            |
| Zwemsport Schoonspringen Zwemmen | 4 24       | 2 13       | 2 11       |            |
| Totaal                           | 110        | 81         | 28         | 1          |

## Medailleklassement
|        | Land                   | Goud | Zilver | Brons | Totaal |
| ------ | ---------------------- | ---- | ------ | ----- | ------ |
| 1      | Engeland               | 33   | 24     | 23    | 80     |
| 2      | Australië              | 23   | 28     | 22    | 73     |
| 3      | Canada                 | 14   | 20     | 23    | 57     |
| 4      | Nieuw-Zeeland          | 8    | 5      | 13    | 26     |
| 5      | Ghana                  | 5    | 2      | 2     | 9      |
| 5      | Trinidad en Tobago     | 5    | 2      | 2     | 9      |
| 7      | Pakistan               | 4    | 1      | 4     | 9      |
| 8      | Kenia                  | 4    | 1      | 3     | 8      |
| 9      | India                  | 3    | 4      | 3     | 10     |
| 9      | Nigeria                | 3    | 4      | 3     | 10     |
| 11     | Wales                  | 3    | 2      | 2     | 7      |
| 12     | Maleisië               | 2    | 2      | 1     | 5      |
| 13     | Schotland              | 1    | 4      | 4     | 9      |
| 14     | Noord-Ierland          | 1    | 3      | 3     | 7      |
| 15     | Man                    | 1    | 0      | 0     | 0      |
| 16     | Jamaica                | 0    | 4      | 8     | 12     |
| 17     | Bahama-eilanden        | 0    | 1      | 0     | 1      |
| 17     | Bermuda                | 0    | 1      | 0     | 1      |
| 17     | Guyana                 | 0    | 1      | 0     | 1      |
| 17     | Papoea en Nieuw-Guinea | 0    | 1      | 0     | 1      |
| 18     | Oeganda                | 0    | 0      | 3     | 3      |
| 17     | Barbados               | 0    | 0      | 1     | 1      |
| Totaal | Totaal                 | 110  | 110    | 120   | 340    |

Atletiek · Badminton · Boksen · Gewichtheffen · Schermen · Schietsport · Schoonspringen · Wielersport · Worstelen · Zwemmen
1930 ·
1934 ·
1938 ·
1950 ·
1954 · 
1958 · 
1962 · 
1966 ·
1970 · 
1974 ·
1978 ·
1982 ·
1986 ·
1990 ·
1994 ·
1998 ·
2002 ·
2006 ·
2010 ·
2014 ·
2018 ·
2022 ·
2026